# Alfred Einhorn

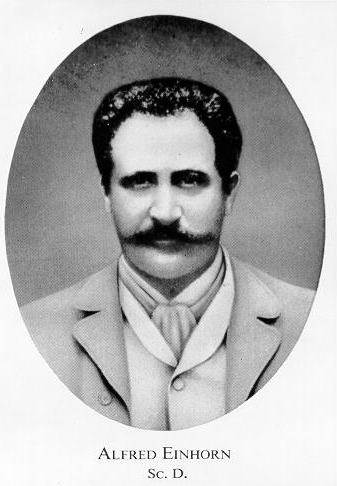
Alfred Einhorn (1882)

Alfred Einhorn (* 27. Februar 1856 in Hamburg; † 21. März 1917 in München) war ein deutscher Chemiker.

## Leben
Einhorn war Sohn einer jüdischen Hamburger Kaufmannsfamilie. Nach dem frühen Tod seiner Eltern wuchs er bei Verwandten in Leipzig auf und besuchte in Berlin eine Realschule. Nach dem Studium der Chemie an der Universität Leipzig leistete er seinen Militärdienst als Einjährig-Freiwilliger in Mannheim ab.
Im Wintersemester 1878/1879 begann er bei Lothar Meyer im Institut für Organische Chemie der Eberhard-Karls-Universität Tübingen seine Dissertation über Isopropylphenylketone. 1882 erhielt er eine Habilitationsstelle bei Adolf von Baeyer an der Ludwig-Maximilians-Universität München. Seine Habilitationsschrift über β-Lactone genügte offenbar in München nicht den Ansprüchen, auch nicht 1885 an der Technischen Hochschule Darmstadt, aber 1886 an der Polytechnischen Schule Aachen. Hier wurde ihm 1890 der Titel eines (königlich preußischen) Professors verliehen.
Im Jahr 1891 erhielt er eine Anstellung an der Ludwig-Maximilians-Universität München und heiratete kurz danach. Einhorn hatte 1904 das 1905 erstmals zur Durchführung einer Spinalanästhesie von Heinrich Braun verwendete örtliche Betäubungsmittel Procain (Novocain) synthetisiert. Er starb nach schwerer Krankheit im Alter von 61 Jahren.

## Wirken

Kokain

Sein Forschungsgebiet konzentrierte sich auf die Synthese nebenwirkungsfreier und Kokain-ähnlicher Lokalanästhetika. Als hilfreiche Synthesemethoden wurden bekannt
- 1898 die „Einhorn-Variante“ bzw. Einhorn-Acylierung (Pyridin-Zusatz) bei der Schotten-Baumann-Reaktion[6]
- 1905 die Einhorn-Brunner-Reaktion[7]

Unter den ca. 100 neuen Substanzen finden sich
- Orthoform (4-Amino-3-hydroxybenzoesäure-methylester), 1887, wirksam, aber wasserunlöslich
- Nirvanin, wirksam, wasserlöslich, aber lokal reizend
- Novocain (4-Aminobenzoesäure-β-diethylaminoethylester), 1905, wirksam, wasserlöslich und örtlich reizlos verträglich

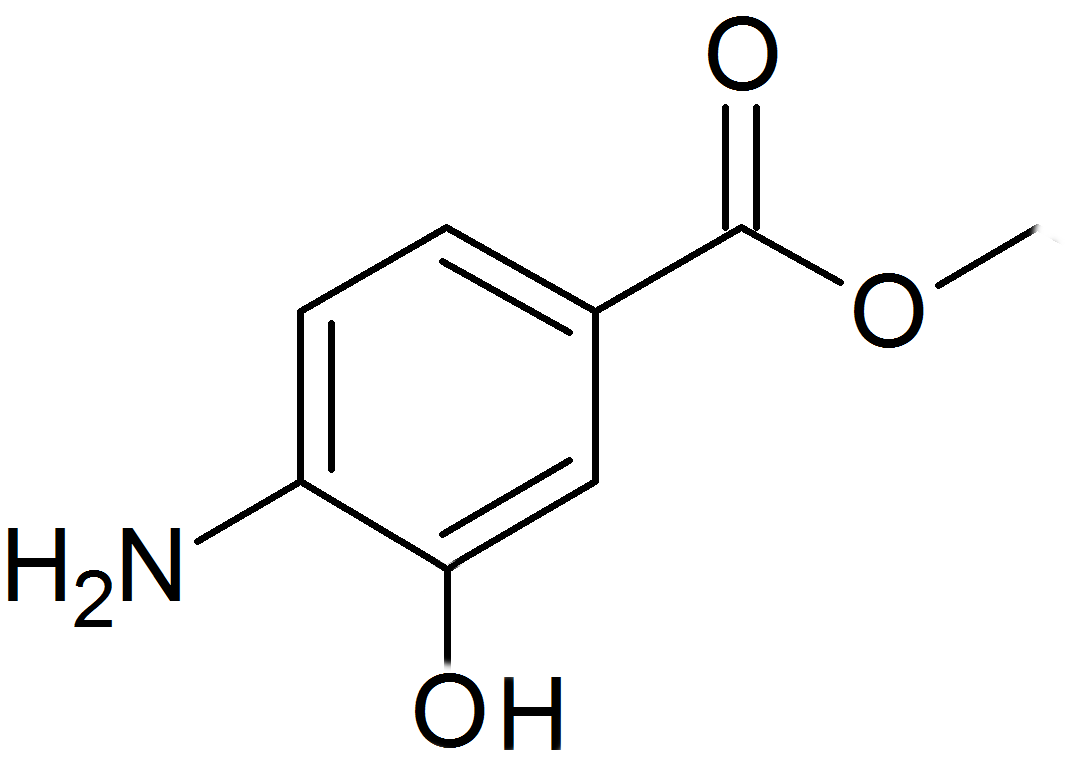
Orthoform (1897)
Nirvanin
Novocain = Procain (1905)
Benzocain (heute)
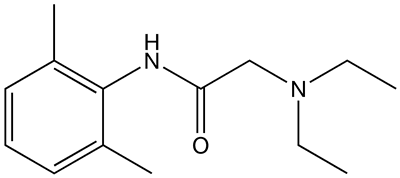
Lidocain (heute)
Tetracain (heute)

Novocain wurde von den Chirurgen Heinrich Braun und Arthur Läwen medizinisch untersucht und ist für viele Jahrzehnte das Standard-Lokalanästhetikum geworden. Es wurde damals von den Farbwerken vorm. Meister Lucius & Brüning AG übernommen und trägt heute den Internationalen Freinamen Procain.

## Berühmte Mitarbeiter von Alfred Einhorn
Bei Einhorn wurden unter anderem Arthur Eichengrün (1890 in Aachen) und Richard Willstätter (1894 in München) promoviert. Willstätter gelang die erste Identifizierung von stickstofffreien Spaltprodukten des Cocains, dessen wahre Struktur erst 20 Jahre später von Willstätter aufgeklärt werden konnte.

## Ehrungen
- 1891: Mitglied der Leopoldina